# Остерија Векија (Ливорно)
Остерија Векија је насеље у Италији у округу Ливорно, региону Тоскана.
Према процени из 2011. у насељу је живело 45 становника. Насеље се налази на надморској висини од 13 м.